# العلاقات الصومالية الموريشيوسية
العلاقات الصومالية الموريشيوسية هي العلاقات الثنائية التي تجمع بين الصومال وموريشيوس.

## مقارنة بين البلدين
هذه مقارنة عامة ومرجعية للدولتين:
| وجه المقارنة                                              | الصومال                        | موريشيوس                 |
| --------------------------------------------------------- | ------------------------------ | ------------------------ |
| المساحة (كم2)                                             | 637.66 ألف                     | 2.04 ألف                 |
| عدد السكان (نسمة)                                         | 14.74 مليون                    | 1.26 مليون               |
| الكثافة السكانية (ن./كم²)                                 | 23.12                          | 617.65                   |
| العاصمة                                                   | مقديشو                         | بورت لويس                |
| اللغة الرسمية                                             | اللغة الصومالية، اللغة العربية | لغة إنجليزية، لغة فرنسية |
| العملة                                                    | شلن صومالي                     | روبي موريشي              |
| الناتج المحلي الإجمالي (بليون دولار)                      | 7.37 مليار                     | 13.34 مليار              |
| الناتج المحلي الإجمالي (تعادل القوة الشرائية) بليون دولار |                                | 25.36 مليار              |
| الناتج المحلي الإجمالي الاسمي للفرد دولار أمريكي          | 549                            | 9.25 ألف                 |
| الناتج المحلي الإجمالي للفرد دولار أمريكي                 |                                | 18.59 ألف                |
| مؤشر التنمية البشرية                                      |                                | 0.777                    |
| رمز المكالمات الدولي                                      | +252                           | +230                     |
| رمز الإنترنت                                              | .so                            | .mu                      |
| المنطقة الزمنية                                           | ت ع م+03:00                    | ت ع م+04:00              |

## منظمات دولية مشتركة
يشترك البلدان في عضوية مجموعة من المنظمات الدولية، منها:
| علم المنظمة | اسم المنظمة                                 | تاريخ انضمام الصومال | تاريخ انضمام موريشيوس |
| ----------- | ------------------------------------------- | -------------------- | --------------------- |
|             | مؤسسة التنمية الدولية                       | 31 أغسطس 1962        | 23 سبتمبر 1968        |
|             | يونسكو                                      | 15 نوفمبر 1960       | 25 أكتوبر 1968        |
|             | الأمم المتحدة                               | 20 سبتمبر 1960       | 24 أبريل 1968         |
|             | مجموعة دول أفريقيا والكاريبي والمحيط الهادئ | ?                    | ?                     |
|             | الفريق المعني برصد الأرض                    | ?                    | ?                     |
|             | الاتحاد البريدي العالمي                     | ?                    | ?                     |
|             | البنك الدولي للإنشاء والتعمير               | 31 أغسطس 1962        | 23 سبتمبر 1968        |
|             | الاتحاد الدولي للاتصالات                    | 28 سبتمبر 1962       | 30 أغسطس 1969         |
|             | منظمة حظر الأسلحة الكيميائية                | ?                    | ?                     |
|             | مؤسسة التمويل الدولية                       | 31 أغسطس 1962        | 23 سبتمبر 1968        |
|             | المركز الدولي لتسوية المنازعات الاستشارية   | 30 مارس 1968         | 2 يوليو 1969          |
|             | منظمة الشرطة الجنائية الدولية               | ?                    | ?                     |
|             | الاتحاد الأفريقي                            | ?                    | ?                     |
|             | البنك الإفريقي للتنمية                      | ?                    | ?                     |

## وصلات خارجية
- موقع وزارة الخارجية الصومالية